# Platyoides pictus
Platyoides pictus là một loài nhện trong họ Trochanteriidae. Loài này phân bố ở Nam Phi.